# 鐵達尼號頭等艙設施
英国皇家邮轮泰坦尼克号头等舱拥有众多当时被认为是最好的设施,一如白星航运公司极尽舒适与豪华的名声所反映的那样。与那些追求华丽装饰的法国德国竞争对手相比，泰坦尼克号更注重舒适柔和的优雅，就如英国庄园及豪华酒店风格一般。泰坦尼克巨大的体积使她拥有了非同寻常的大房间，所有房间都配备了舒适、卫生、方便的最新技术。包间和公共空间煞费苦心地重现了历史风格，并对细节和准确性精雕细琢。此外，还有各种各样的娱乐和体育设施，在航行之中提供了充足的娱乐机会。
虽然她和姊妹船及前任皇家邮轮奥林匹克号相似，但泰坦尼克号还提供了额外的头等舱，增广了公共房间，并进行了无数微小的改进，以提高她的豪华与舒适程度。

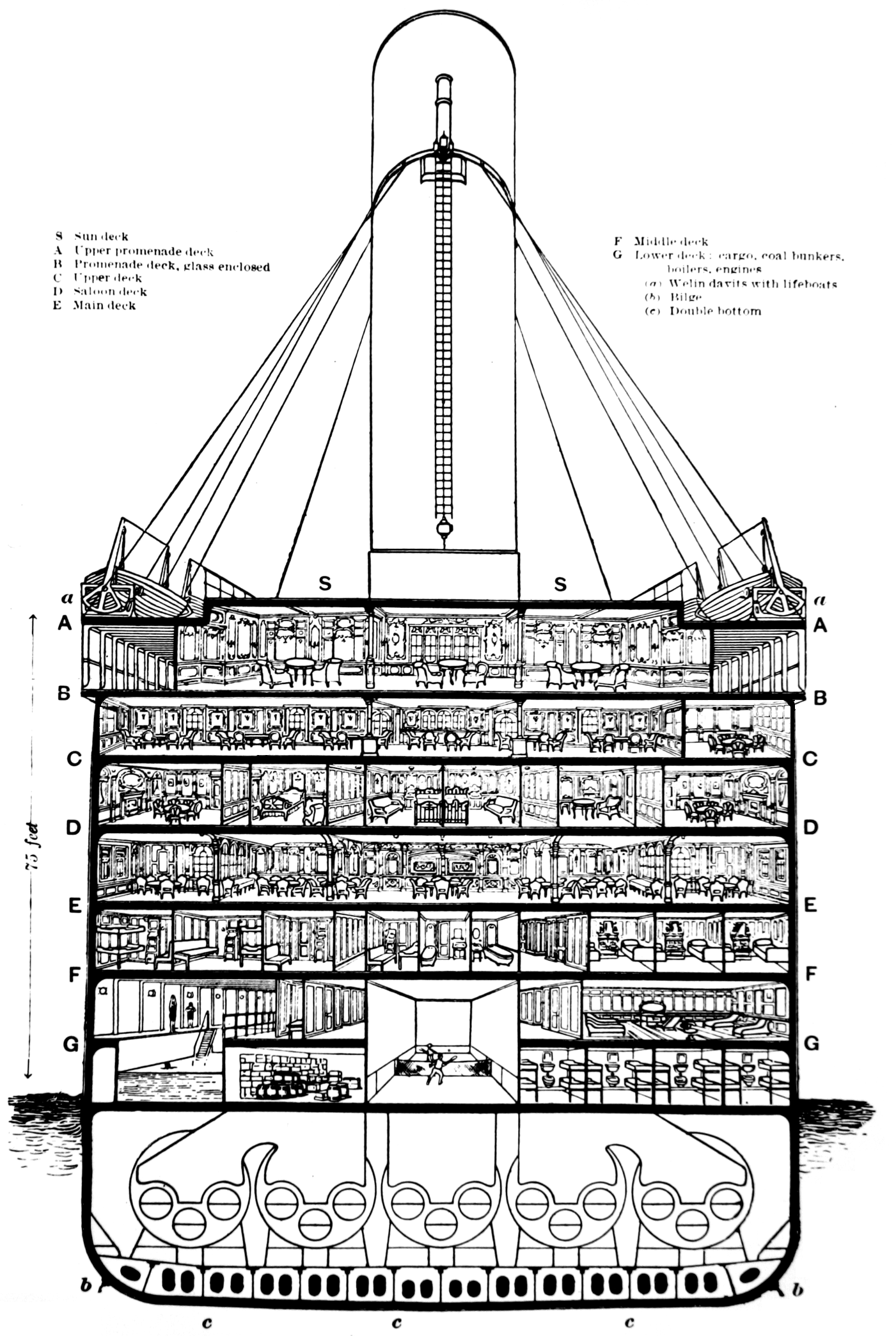
泰坦尼克号剖面图

## 位置
大部分头等舱设施和居宿都位于泰坦尼克号上层建筑的上甲板上，那里发动机的振动和噪音是最低的。整个A甲板以及大部分B和C甲板专门用于头等舱的娱乐和住宿。头等舱设施位于F甲板以上的每一层，这意味着头等舱乘客享有的空间远远超过船上二三等舱的乘客。

## 住宿条件

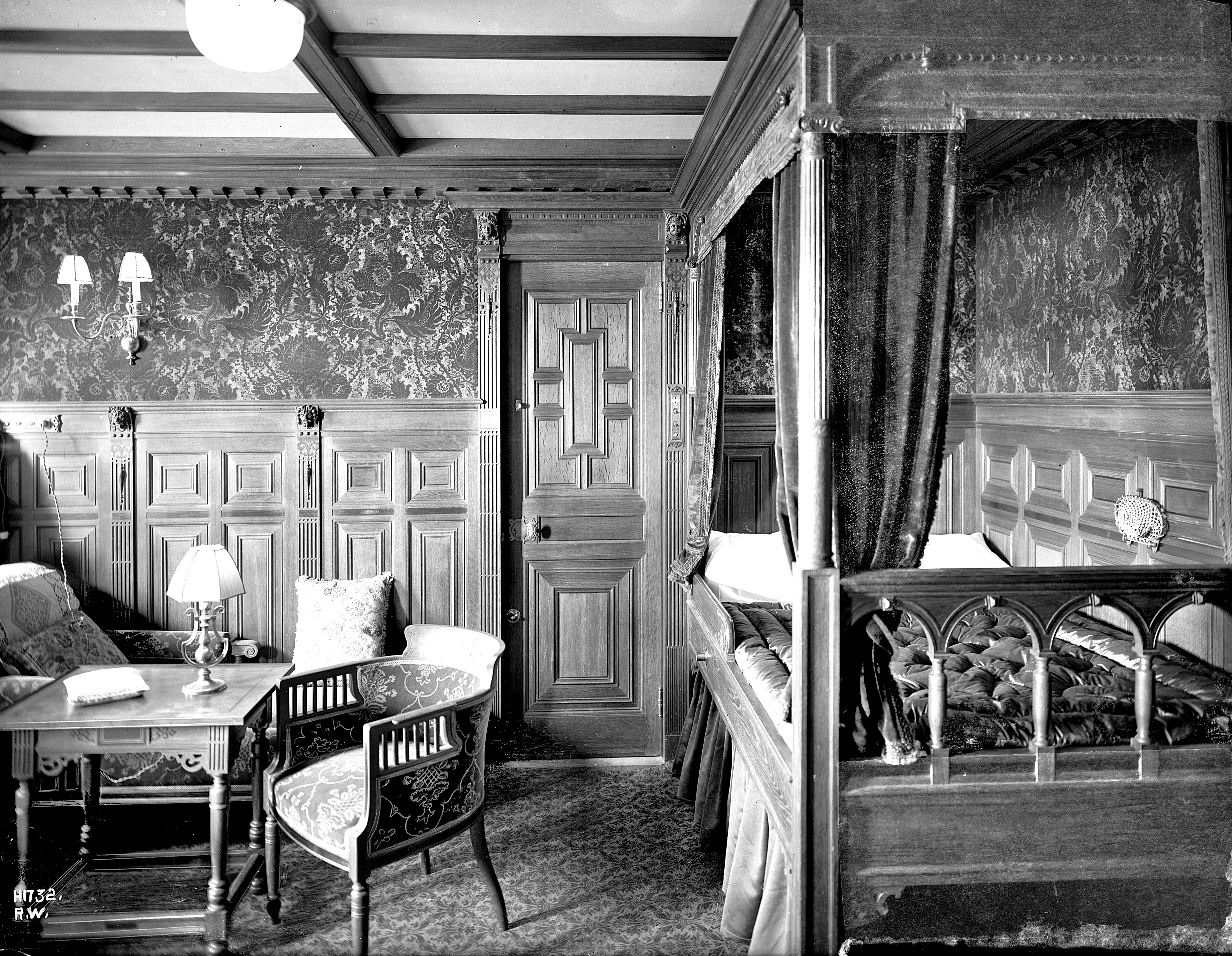
泰坦尼克号B59号客厅

泰坦尼克号提供了当代远洋航班上最好最奢华的头等舱住宿条件。最便宜的头等舱票价是23英镑（相当于2017年的2484英镑），其中尚不包括餐饮费用。 在旅行旺季，一套套房的价格则在400到870英镑（2017年43,200到93,960英镑）不等。泰坦尼克号上最昂贵的住宿价格相当于2017年的116,000美元。

### 装饰与规格
B，C甲板上的包间装饰风格多种多样。每扇门上都贴着一个标签，写着该房间的风格，包括路易十四、路易十五、路易十六风格、帝政风格、喬治亞式风格、詹姆斯一世时期风格和文艺复兴风格。 还有许多精心雕刻的镶板、饰面和用桃花心木、无花果木、核桃木、栎木以及缎木等进口木材制成的镶嵌物。出于对历史细节的注重，哈兰德与沃尔夫造船厂的设计师和手工艺大师对每件家具、灯具、室内装潢和木制品都进行了极其细致的重现。头等舱几乎占据了全部B甲板和C甲板，并占据了A、D、E甲板上很大的部分；还有几间头等舱室在船的主甲板上，位于前面的主楼梯和船长宿舍之间。 E甲板部分房间和船舱可在头等舱和二等舱之间互换，这意味着在超订或需求过高的情况下，可以将部分舱室优先分配给其中一个。 该甲板右舷只有头等舱和二等舱，左舷为三等舱和船员舱。
在奥林匹克号上为环绕B甲板的走廊的一片地方，在泰坦尼克号上被改建为额外的大型特等舱，这是船上最好的舱室。许多房间都有私人入口、独立的仆人区、与之相接的门和配套的浴室；他们可以偕同家人及仆人分组登记。总共有约330个头等舱，其中100个是单人舱。
头等舱主要是是单铺或双铺的房型，设有梳妆台、马鬃沙发、衣橱和大理石桌面盥洗台。双层卧铺舱室的架子上有倾斜的脸盆，可以折叠起来放进橱柜以节省空间。 许多主床上还悬挂了额外的床铺，可以折叠起来靠在墙上。特等舱增大了房间尺寸，并设有双人床、内置衣橱和舒适的座位区；而单铺间则与A甲板上的同类房间一致，相较于B、C甲板上奢华的时期套房，显得更为朴素。在大多数床的上面有一个有呼叫按钮的电源插座，可以召唤一名侍者、一盏台灯或是一个用来存放小物品的金属网篮。虽然泰坦尼克号是集中供热的，但所有头等舱都装有电热器，以提供额外的温暖，乘客还可以向乘员提出要求以获得电热毯。

### 设施及便利条件
按照当时的标准，通常头等舱的浴室设施是公用的。在按性别分开的通道上，可以看到带有照明指示牌的公共厕所。乘客可以通过通知乘务员来洗澡，由乘务员来规划浴缸。由于需要节约有限的淡水供应，浴室提供了海水，只有私人浴室淋浴间使用的是淡水。然而泰坦尼克号乘客私人浴室的比例令人印象深刻，超过了1912年的任何一艘船只。实际上，B和C甲板上的所有套房都有配套的浴室。
虽然被褥每天都在更换，但由于淡水供应有限，船上没有洗衣店。乘客可以要求熨烫衣服及擦亮鞋子，费用很低。早茶和糕点可在房间里提供给乘客，但并没有现代意义上的客房服务——乘客们须到餐厅去吃完整的早餐和其他餐点。

### 客厅套房

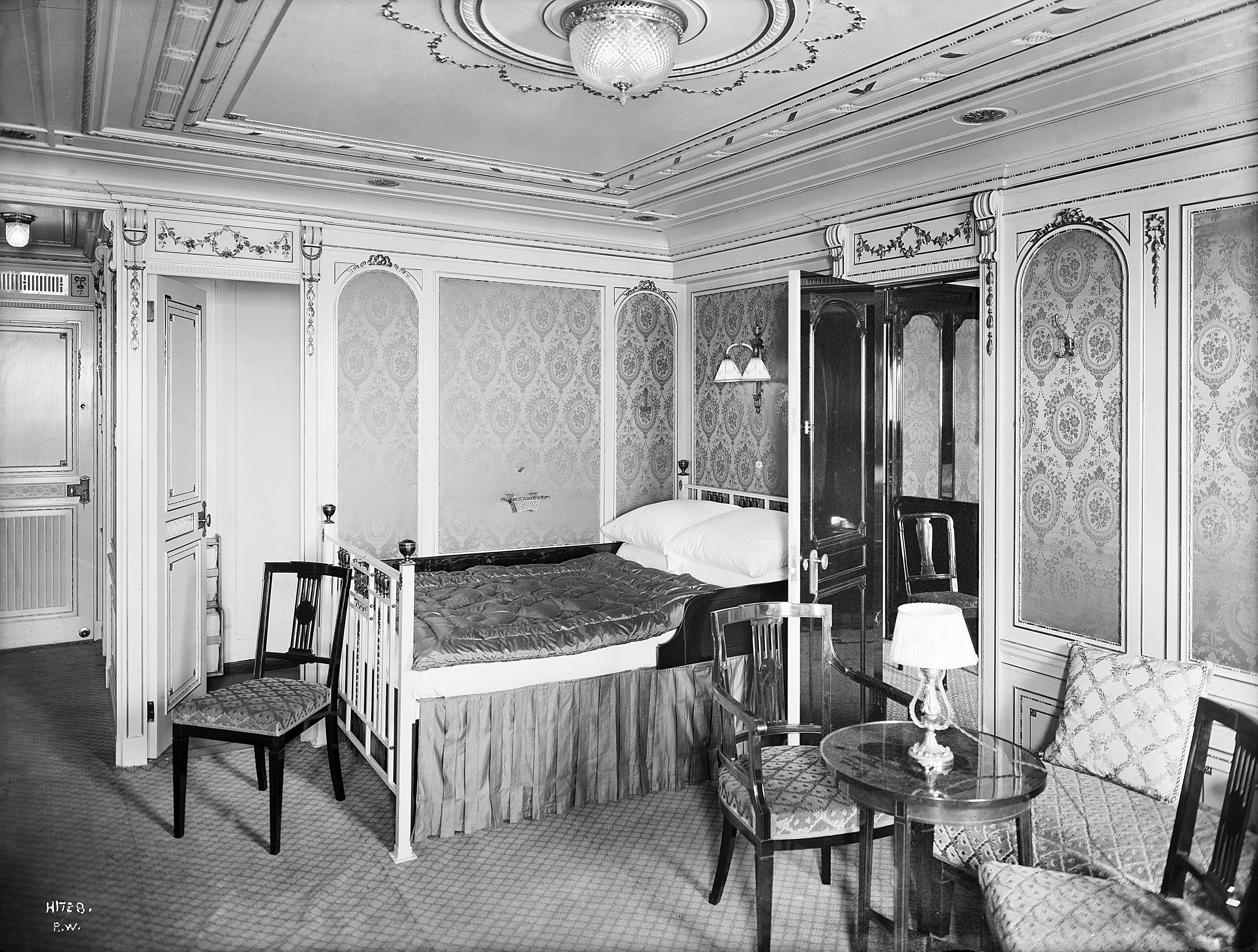
B甲板的客厅套房，B58号特等舱

泰坦尼克号与奥林匹克号上头等舱最辉煌的居宿为B，C甲板上的四间客厅套房，位于在主楼梯旁边。其中B甲板上的两间套房被宣传为豪华客厅套房及豪华漫步套房，因为它们都配有一条50英尺（15.24米）长的私人漫步走廊。漫步甲板与头等舱舷梯入口相连，使得全船上最富有的乘客可以直接将大量行李放进房间。客厅套房有两套大卧室、两个衣橱、一间私人浴室、一间盥洗室和一处宽敞的客厅。客厅也非常奢华，可用来接待少量客人。每间套房都有一处壁炉，一张大型牌桌，毛绒沙发和椅子，餐具柜以及写字台。
两个私人漫步甲板为泰坦尼克号独有，其使用半方材的都铎风格镶板，柳条的躺椅、沙发、桌子，以及盆栽植物进行装饰。白星航运的董事长J·布鲁斯·伊斯梅住在泰坦尼克号左舷的豪华套房，美国女性百万富翁夏洛特·德雷克·卡德萨太太偕同她的儿子及随行人员住在右舷套房。

### 残骸内的状况
自从泰坦尼克号被发现以来，对头等舱的探索相对较少。只有船头主楼梯的状况一直为人知晓。因为舱室皆由松木和柚木搭建而成，所以许多舱室之间的墙壁都已经被腐蚀，留下了一大堆缠在一起的电线，厚重的淤泥和残骸对遙控潛水器而言非常危险。2001年，詹姆斯·卡梅隆拍摄《深渊幽灵》时探索了那些最著名乘客的船舱，包括亨利·S·哈珀、莫莉·布朗和伊迪丝·罗素。布鲁斯·伊斯梅豪华套房客厅里的亚当式大理石壁炉，以及卡德萨夫人套房客厅里的镀金路易十六风格壁炉，都有拍摄出了出色的画面。伊斯梅的私人走廊也被发现，自船沉没以来，这些独特的半木镶板的残迹为首次发现。
特等舱里遗留下来的常见物件包括桌子及其他硬木家具、折叠的床铺、镀银灯、门、黄铜床架，甚至还有原封未动立在那里的衣橱。在残骸区域中，散落着数百件来自头等舱的物品，这些物品是在船只断裂时倾泻下来的。

## 运动设施
泰坦尼克号上拥有众多运动与休闲设施，包括：

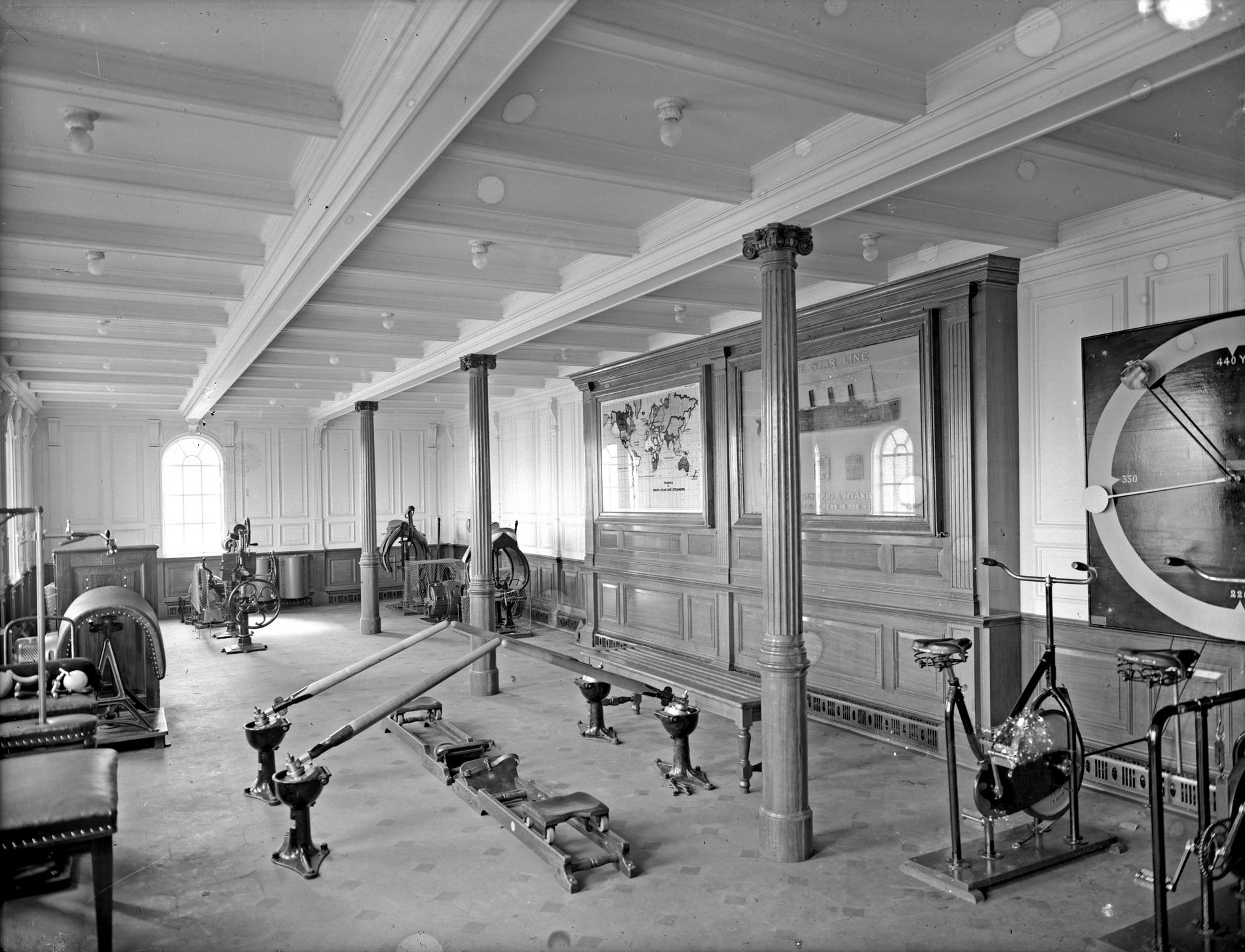
健身房

- 一处健身房，包括一个沙袋，一台划船器，健身脚踏车，固定自行车，一个电动骆驼和两只电动马。
- 土耳其浴，电浴（英语：electric bath），以及蒸汽房（英语：steam room）
- 私人按摩间
- 游泳池
- 壁球
- 理发店

### 健身房
头等舱健身房位于救生艇甲板右舷前方的主楼梯后部。这个房间灯光明亮，铺着白色的橡木镶板和瓷砖地板。入口正对的墙面上是一处橡木雕花装饰的奥林匹克号剖面图，图文并茂，还有一张地图，描绘了白星航运公司在世界各地的航线。这里还装有于威斯巴登制造的最先进的健身设备，包括电动骆驼、两只电动马、一台划船器、一台举重机和固定自行车。
工作人员T·W·麦克考利为永久体育教练，他协助乘客使用这些设备。和泰坦尼克号上的其他娱乐设施一样，健身房以下几个时段开放，按性别和年龄分开:
- 下午9点 – 午夜12点：只对女士开放
- 下午1点 – 下午3点：只对儿童开放
- 下午2点 – 下午6点：只对男士开放

健身房周围甲板上房屋的屋顶早已倒塌，该房间本身也正向下面的甲板下沉；尽管如此，墙壁上的木镶板仍旧可以辨认，一些健身器械亦是如此。

### 土耳其浴室

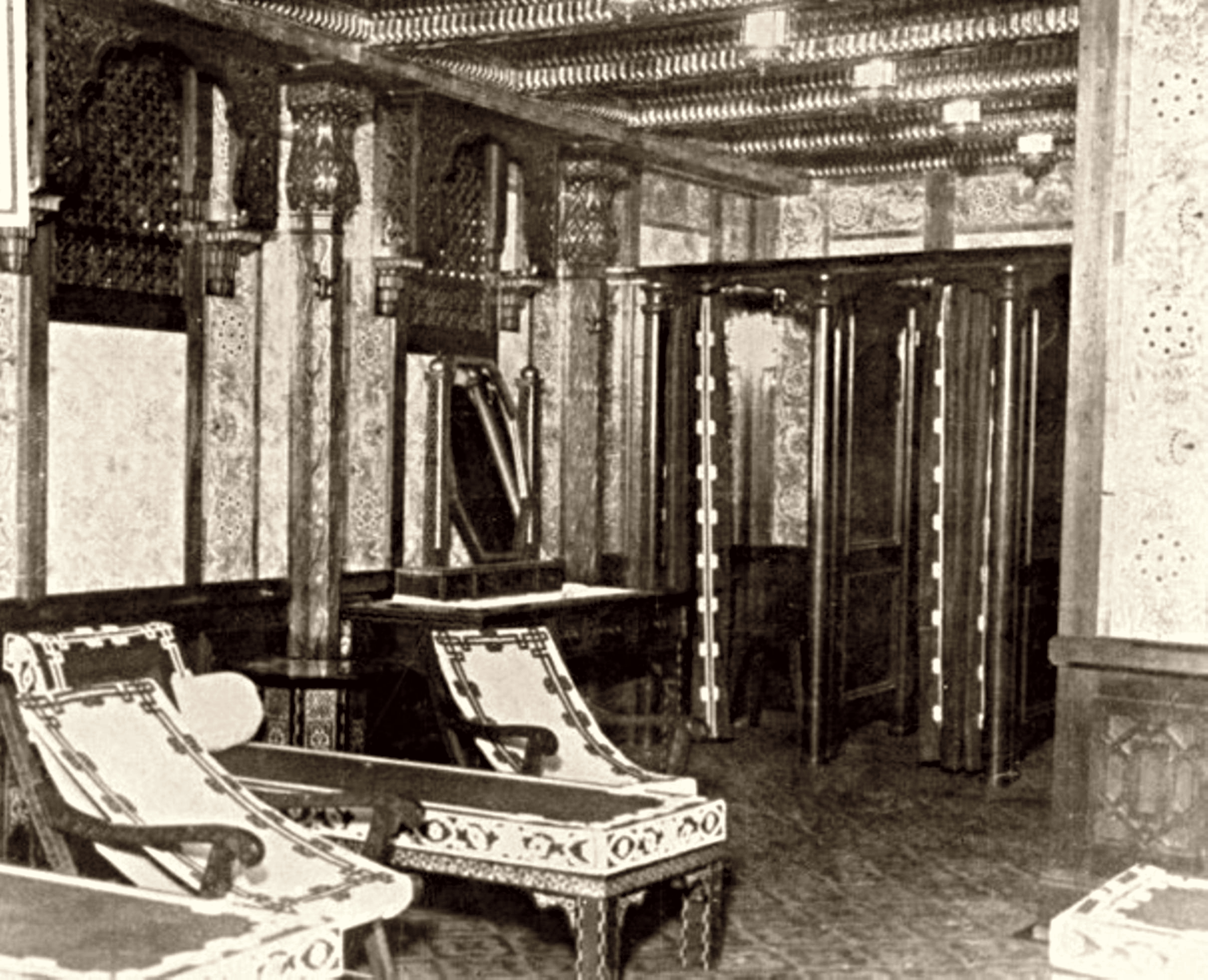
泰坦尼克号土耳其浴的冷藏室

沿着F甲板右舷有一个水疗中心，供头等舱乘客使用，这是一间土耳其浴池。除泰坦尼克号以外，只有白星航运的亚得里亚号 (1906)与奥林匹克号 (1911)上拥有土耳其浴室。
其有温室、凉室、热室、蒸汽室、电浴室和两间提供按摩的洗发室。
洗浴时间随性别而分开，女士可于上午9点至午夜12点洗澡，而男士则在下午2点至6点之间。进入浴室每人需支付4先令或者1美元。
凉室是土耳其浴室的特色，其采用摩尔和阿拉伯风格进行装饰，让人联想起土耳其浴。墙上装饰着光滑的蓝绿色瓷砖，雕刻精美的柚木和青铜灯。靠墙是一个大理石饮水机。天花板向内凹进，并漆成深红色，还有镀金的横梁和悬挂的灯笼，柱子以柚木裹在外边。这些舷窗被经过雕刻的开罗窗帘遮掩住，门廊以镀金的半圆屋顶装饰，充满异国情调。整个房间里都是用来放松的柚木折叠椅、大马士革的桌子和铺着垫子的躺椅。也有一些小的带窗帘的隔间用于更换。

#### 残骸内的状况
浴室发现于2005年，詹姆斯·卡梅隆前往探险以拍摄纪录片《泰坦尼克号的最后谜团》（Last Mysteries of the Titanic）的时候，其保存得相当完好。 在船只下沉过程的早期，该房间就被淹没，且其位于船体深处，当船头撞击海底时，它并未受到损害。它未像船体暴露在外侧的部分一样，受到微生物和海底生物的过多侵蚀，因而木制物件保存良好，即便是精致的躺椅和更衣室的框架保留下来，清晰可辨。

### 游泳池
从土耳其浴室穿过走廊，是一处加温游泳池，尺寸足有30英尺长，14英尺宽，7英尺深。深水区水深5英尺4英寸，浅水区水深4英尺6英尺。 当船出海时，则将水柜加热过的咸水与冰冷的海水混合后倾倒入游泳池中。为了方便起见，这个房间提供了13间更衣室和2个淋浴间。地板由蓝色与白色的油毡铺成，还有一个铺有柚木板的大理石台阶，一直向下进到水池里。游泳需花费0.25美元/1先令，但是在早上6点至8点之间对男士免费，以便早间锻炼。
奥林匹克号特有的两处弹板跳水被证明对跳水者有安全隐患，因而它们没有安装在泰坦尼克号上。当船移动的时候，水前后晃动，会使跳水那一端看上去很浅。
游泳池入口处被一扇沿着舱壁的水密门堵住。由于船的这一部分被缓慢淹没，且水池结构采用了弹性材料，因此，其状况与附近的土耳其浴室一样良好。

### 壁球室
泰坦尼克号船首有一处壁球及网拍式墙球区，位于船深处的G甲板上。其规格为30英尺×20英尺。与健身房相同，拥有自己的教练弗雷德里克·赖特(Frederick Wright)先生。在F甲板上有一处观众席，可以俯瞰球场。乘客只能经由D甲板上延伸下来的一段独立的楼梯进入，走过三层甲板，经过观众席，到达G甲板。游戏费用为半小时2先令或0.5美元（相当于2017年的12美元）。

### 理髮店
一家小型理髮店就座落在船尾C甲板主楼梯旁，营业时间从上午7点到晚上7点。有一位永久理髮师为员工提供洗髮、剃须和美髮服务，每人1先令/ 0.25美元。房间里摆放着两张转椅及一个大理石台面，其台面上有两个水槽，还有一张皮革衬垫的等候长凳。
理发店还出售一些小纪念品及收藏品，包括明信片、标有白星航運商标的小饰品、烟草、玩偶、折叠小刀，以及帽子。

## 咖啡馆及餐厅

### À la Carte 餐厅

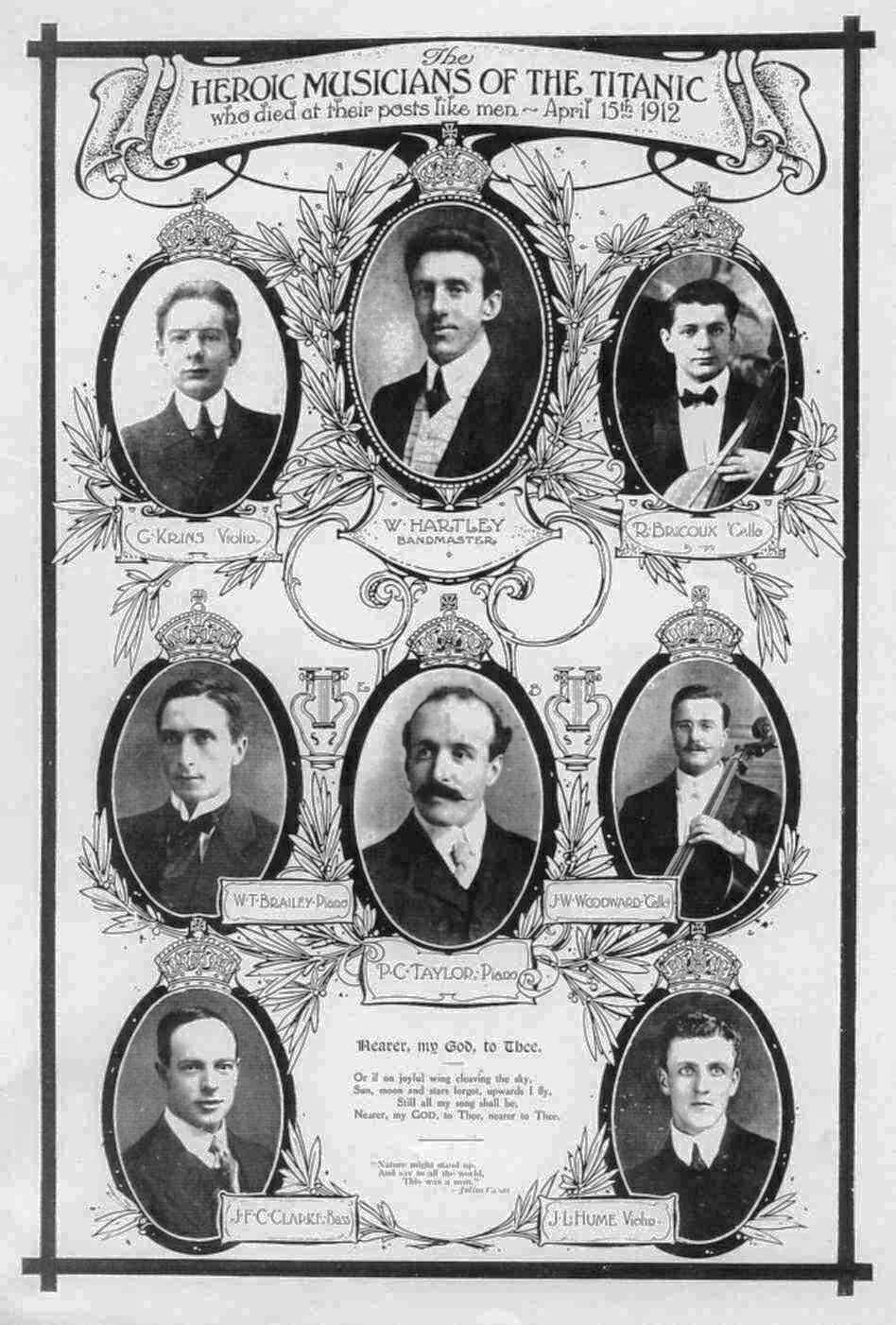
泰坦尼克号上的三重奏在À la Carte餐厅的接待室演奏，五重奏则主要在D甲板的头等舱接待室演奏。

À la Carte餐厅是一处只对头等舱乘客开放的豪华餐厅。奥林匹克号及泰坦尼克号是为首一批将这类餐厅与主餐厅分离开的英国船只。这模仿了汉堡-美洲航运公司亚美利加号航线于1905年首先推出的Ritz餐厅，其受到颇多欢迎。
这家餐厅一次可以容纳137名用餐者。 在奥林匹克号上，这个房间被夹在两侧的二等舱漫步甲板之间，使得它比泰坦尼克号上那个餐厅要小一些。泰坦尼克号上的餐厅一直延伸到船的左舷，右舷的漫步甲板被改成了Parisien咖啡馆。
相比主餐厅来说，这家餐厅更受青睐，它为乘客们提供了一个支付额外价格以享受奢华法国高级美食的选项。乘客亦可以选择航程中全程在该餐厅用餐，以在订票时获得3-5英镑的折扣。与主餐厅不同，该餐厅允许乘客在任意时间用餐（早上8点至晚上11点）。该餐厅不受白星航運管辖，Luigi Gatti被特许运营这个餐馆，其员工也非泰坦尼克号正式船员。
该餐厅为船上最奢华的地方，其以新古典主義风格装饰，装设有精心雕琢的法国胡桃木镶板，饰以金边。遍布整个房间的细长立柱上雕刻着镀金色的丝带，石膏天花板用花朵和丝带图案精心雕琢而成。镜子被安装在模仿窗户的镶板内，房间被分成两边都有椭圆形镜子的隔间。沿着前面的墙有一个桃红色大理石桌面的大自助餐台，后面的墙上有一个为管弦乐队准备的音乐台，两侧都是自助餐台，里面有银制餐具。这家餐厅以镀金和钴蓝色的斯波德式瓷器为特色。杜巴里玫瑰图案的艾克斯敏斯特地毯铺满地面，法国胡桃木做的长毛绒椅上装饰着粉红玫瑰图案的奥布松挂毯。A la Carte餐厅提供了船上最私密的氛围。事实上，这家餐馆有一半的桌子都是双人座，而在主餐厅里这很少有。

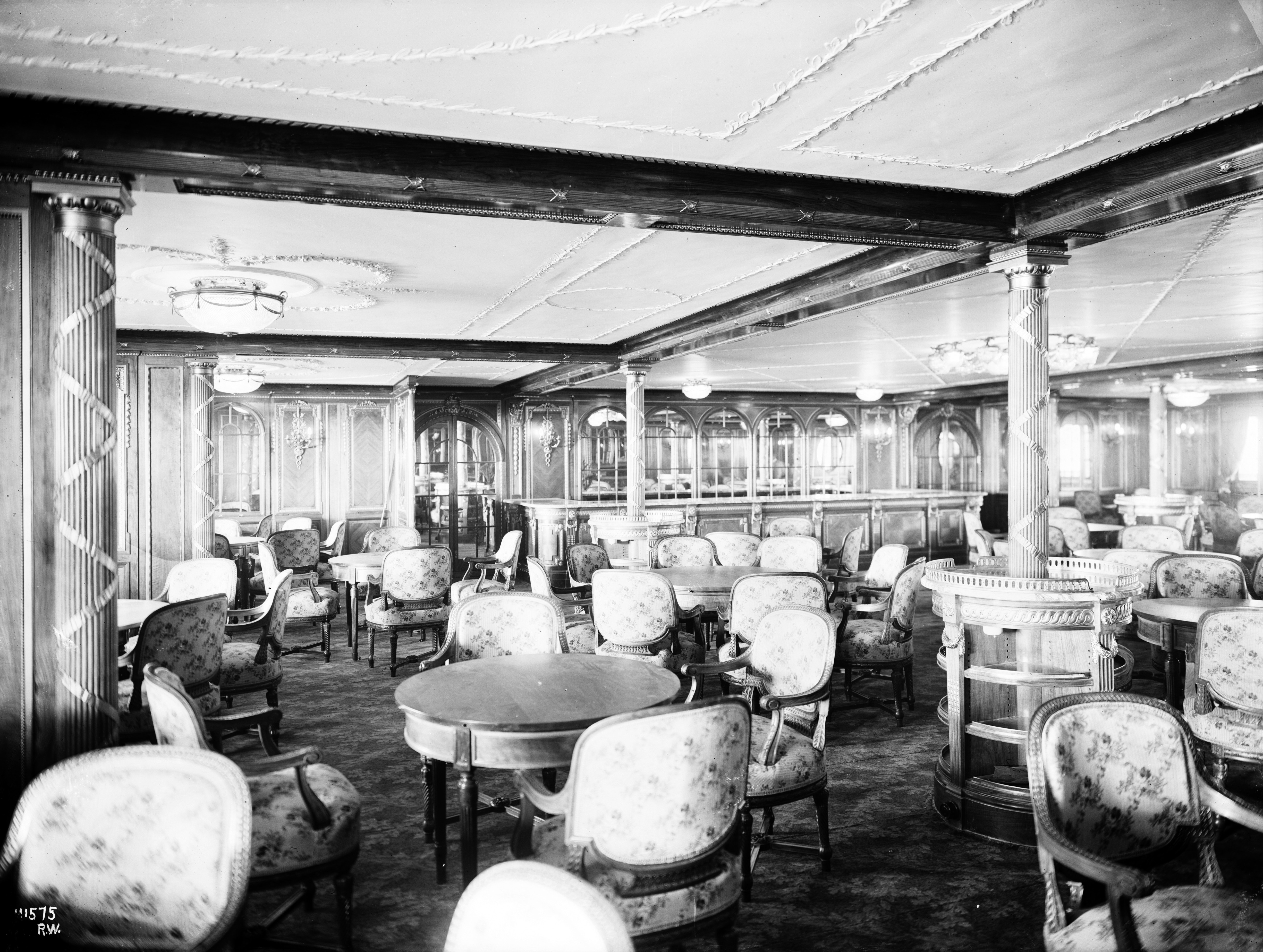
奥林匹克 号A La Carte餐厅

船上的乘客常常把它称作Ritz。事故中幸存的头等舱旅客沃尔特·道格拉斯（Walter Douglas）女士向我们介绍了À la Carte餐厅：
| “ | 其奢华穷尽言语也无法形容。灰色的桌子上面有粉红色的玫瑰和白色的雏菊 […] 管弦乐队演奏着贾科莫·普契尼与彼得·伊里奇·柴可夫斯基的曲子，食物十分美味：鱼子酱、龙虾、埃及鹌鹑、千鸟蛋、温室葡萄，还有新鲜桃子。 | ” |

在那天晚上，沉船事故发生前，一对来自費城的富有夫妇——威登夫妇（Wideners），在这家餐厅为史密斯船长举办了晚宴。

#### À la Carte 餐厅的文物
2001年拍摄《深渊幽灵》时，探险队试图进入À la Carte餐厅，却发现船尾A和B甲板的尾部严重受损，已经坍塌。在碎片地带中，只发现了少量À la Carte的文物。其中最值得一提的是餐厅办公室保险箱的箱门，它在各种巡回展出中展示。 其他的物件还有一个扭曲的镀金黄铜吊灯，一个镀金的壁饰，还有许多斯波德式瓷器的完整部件，据信来自于该餐厅。2012年，一份该餐厅的纸质菜单在于拉斯维加斯的巡回展出中被展示。
奥林匹克号A la Carte餐厅中许多精美的镀金木制品是在船废弃拆解之前被出售，并在英格兰北部的私人手中保存多年。2000年，菁英邮轮自谢菲尔德的私人手中购得了镶板、镜子及烛台，并把它们安装菁英千禧號上的新奥林匹克号主题餐厅里。2012年，另有一处房屋被发现拥有来自该餐厅的约24块镶板。

### 主餐厅

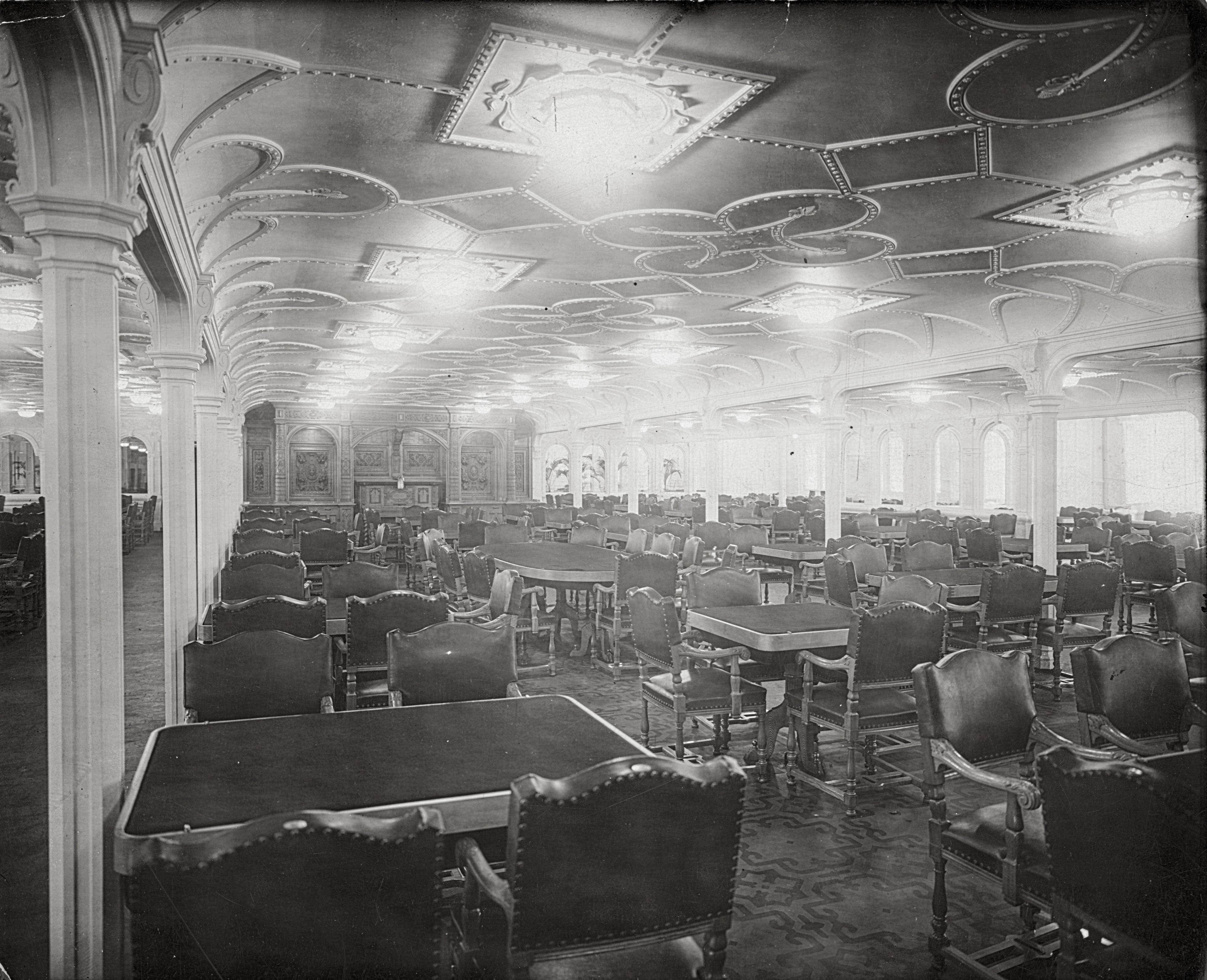
奥林匹克号头等舱餐厅

D甲板上有一间巨大的头等舱餐厅，其大小为114英尺×92英尺，面积为1,000 m2。这是1912年所有船只上最大的房间。可供554名乘客用餐。设计者们原本计划为泰坦尼克号及她的姊妹舰建造一个圆顶的双层豪华餐厅，就像卡纳德邮轮航线上的卢西塔尼亚号与茅利塔尼亞號一样。但其在设计阶段的早期就被否决了，取而代之的是一个奢华的单层甲板餐厅，尽管如此，在空间上它还是大大超过了其竞争对手卡纳德邮轮。
餐厅以詹姆斯一世时期风格雕花木制镶板装饰，其上涂有光滑的白色珐琅。房间里有两条走廊，形成了一个巨大的由柱子隔开中央用餐区。在这个中心区域的后部和前部有两个精心雕刻的橡木自助餐台，与整个白色房间形成了强烈对比。在中心区域的两侧，房间被分隔墙和拱形窗户分开隔间。总共有115张桌子，每桌两到十二人不等。如若餐厅没有订满，孩子可以和父母一起在这里吃饭。
泰坦尼克号的餐厅里铺着红色和蓝色的油毡瓷砖。家具是用橡木做的，椅子是用深绿色皮革装饰的，不同寻常的是，它们并非为固定在地板上的转椅(这是当时其他头等舱餐厅的标准配置)。这些房间的舷窗被5英尺高的矩形铅玻璃窗巧妙地隐藏起来，从而给乘客留下在岸上而非海上进食的印象。为了营造气氛，晚餐时，窗户后面被点亮。餐厅的饭菜是在隔壁的厨房里准备的，这个厨房也为位于稍远一点船尾D甲板的二等舱餐厅提供服务。
为泰坦尼克号用餐者草拟的座位表在航程中一直适用，但乘客可在航行开始时向事务长提出要求更换位置。餐厅早餐在上午8点至10点开放，午餐在下午1点至2点30分开放，晚餐在下午6点至7点30分开放。乘客最迟可以在8点15分用餐，但必须事先征得乘务员的同意。在午餐或晚餐前，船上的号手彼得·W·弗莱彻(Peter W. Fletcher)在餐前半小时用军号吹奏《古英格兰的烤牛肉》（The Roast Beef of Old England），让乘客们可以整理穿戴，接着再吹奏第二遍，告知大家开始用餐。每到周日，从上午11点开始，这家餐厅用作聖公宗礼拜仪式，通常由船长主持，如若船长不在，则由头等舱的牧师主持。仪式有五重伴奏，包括一架钢琴伴奏。与电影中经常描绘的场景相反，管弦乐队在用餐时并不演奏。

#### 残骸及文物状况
餐厅直至2001年詹姆斯·卡梅隆拍摄《深渊幽灵》时才被探索。其位于船的中间位置，且大多数房间都已倒塌。船只分离时房间末端断开，使得其内部物品散落出来。最靠前的部分幸存了下来，可从接待室进入。隔断墙已被摧毁。几扇长方形的铅玻璃窗和许多木制镶板、镀金的黄铜灯饰以及桌子上的铸铁支架都保留在原地。
在船只沉没后的几周里，泰坦尼克号餐厅里的几只椅子被麦凯·贝内特号发现并打捞起来，这在照片中得到了证实。几只餐厅转门的青铜格栅在碎片地带被发现，还包括无数的银器、瓷器和玻璃器皿。

### Verandah 咖啡馆
Verandah咖啡馆(也称棕榈庭园（Palm Court），或阳台棕榈庭园（Verandah and Palm Court)）被分为两间屋子，分别位于A甲板二等舱楼梯的两侧。房屋内被大窗户和通往头等舱漫步甲板尾部的双扇推拉门照得十分明亮，让人联想起路边露天咖啡馆。房间里种满了各种各样的室外植物，包括盆栽豪爵椰和常春藤覆盖的小树篱。这里可居高临下观赏海景，且其完全封闭，而不像卢西塔尼亚号和茅利塔尼亞號那样露天，以便各种天气下都能观赏。头等舱的乘客可以在咖啡馆享用精选的茶点。
Verandah咖啡馆既有吸烟区又有无烟区。吸烟区位于左舷，与头等舱吸烟室相连，无烟区位于右舷，也是母子休闲娱乐的场所。值得注意的是，船上并没有这样划分的官方区域。与泰坦尼克号情况相反，奥林匹克号的无烟区经常空无一人。
奥林匹克号与泰坦尼克号上的Verandah咖啡馆风格相同，相较奥林匹克号上的咖啡馆留存下大量照片，泰坦尼克号只有寥寥几幅照片留存至今。该房间位于船尾，并因船只下沉至海底时的内爆而分崩离析，A甲板上的残余建筑已经倒塌。1994年，皇家邮轮泰坦尼克公司从其中一间的窗户上找到了装饰用的青铜格栅碎片，并在巡回展览中展出。

### Parisien 咖啡馆

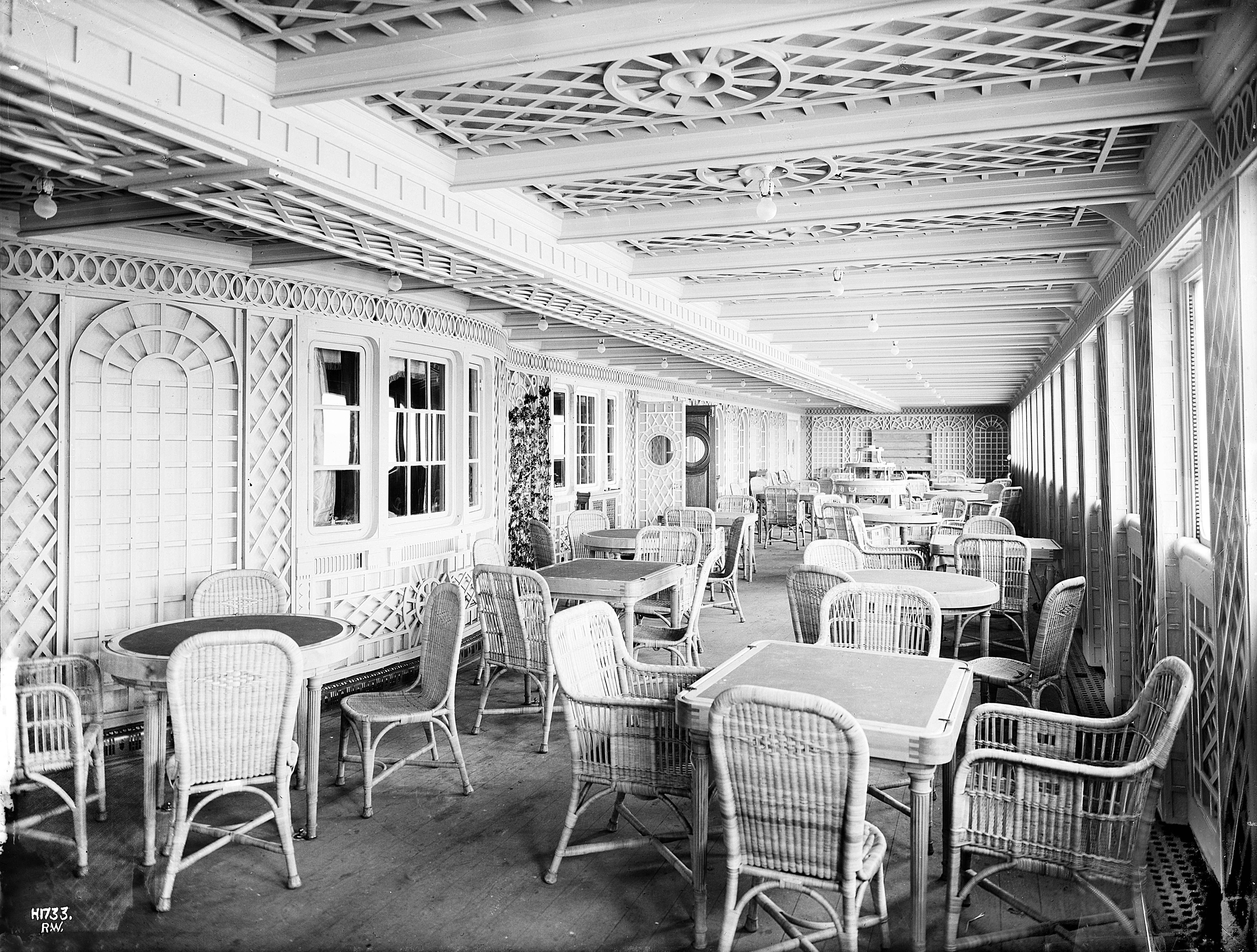
泰坦尼克号的Parisien咖啡馆，在此之后向格子墙中植入了攀缘植物。

Parisien咖啡馆是泰坦尼克号上一个新的特色场所。其位置在奥林匹克号是一条极少使用的B层漫步甲板。咖啡馆位于右舷，与À la Carte餐厅相接。
与À la Carte餐厅相同，Parisien咖啡馆在早上8点营业，晚上11点打烊。咖啡厅设有柳条桌椅，可容纳68名乘客，并使用常青藤及其他攀延植物装饰。在房间的中央有一个多层自助餐台，在房间的每一头都有摆放瓷器的餐具柜。但Parisien咖啡厅在年轻人中并不受欢迎。
1912年，英国杂志《造船专家》如此形容这个咖啡厅：
| “ | ……Parisien咖啡馆，船上一个全新的特色场所，其与餐厅紧密相关，这里可在与餐厅毫不逊色的条件下享用午餐和晚餐……可以看到，这家咖啡馆有一处迷人的日光阳台，用法国树篱装饰得很是雅致——其用常春藤和其他攀延植物装饰，周围有小簇的椅子，围绕着条件便利的桌子。 | ” |

## 聚集场所
头等舱的乘客还可以拜会许多其他场所，包括:
- 接待室
- 休息室
- 吸烟室(只对男性乘客开放)
- 读写室
- 漫步走廊
- 主楼梯

### 吸烟室

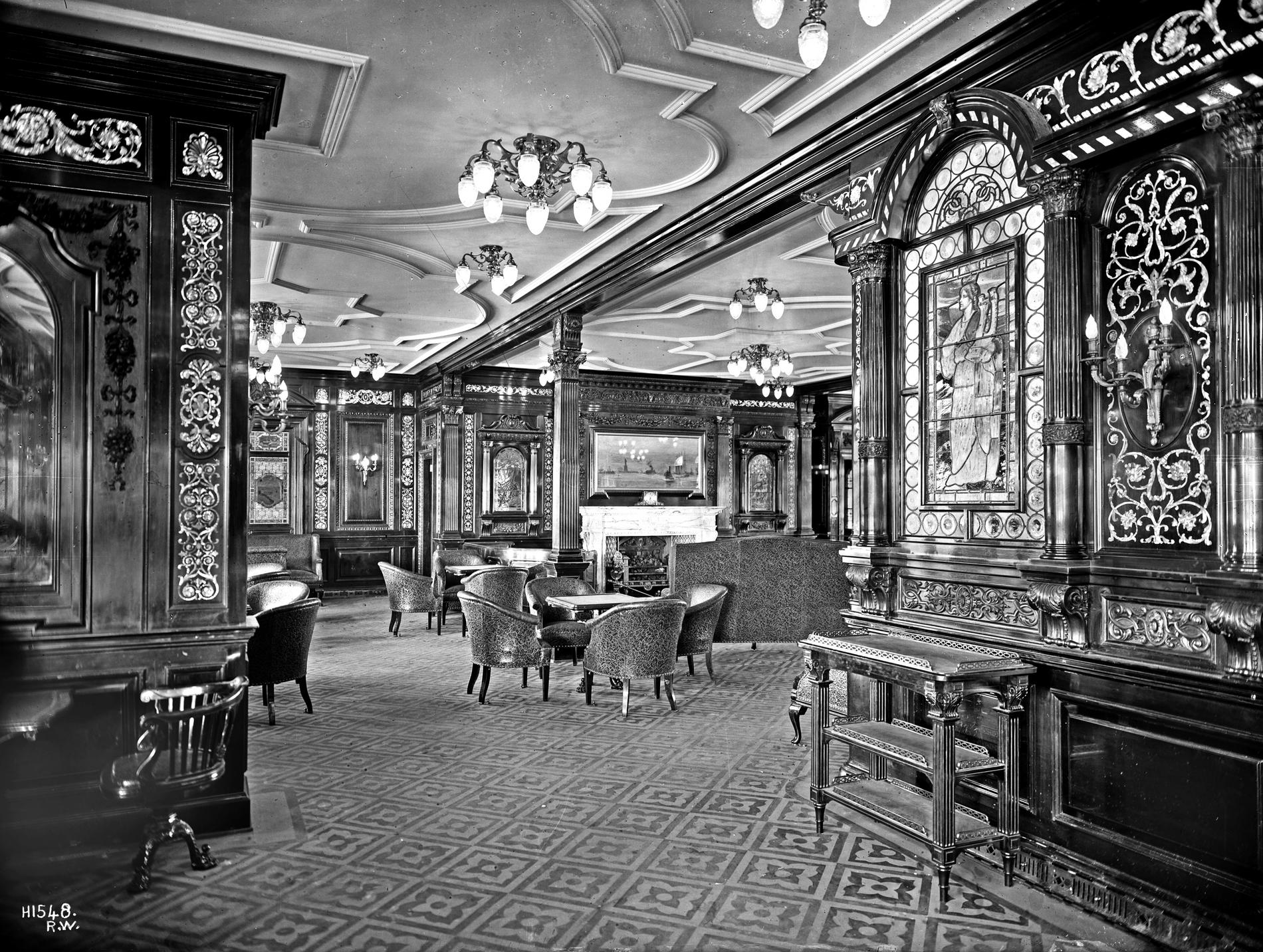
奥林匹克号头等舱吸烟室

头等舱男性乘客可在乔治亚式的吸烟室吸烟，其在A甲板的船尾主楼梯旁。按照当时的社会习俗，这个房间为男人独有。为了再现绅士俱乐部的气氛，这间屋子以镶有珍珠母的精雕深色桃花心木板装饰。其上山形墙的壁龛里安装了许多大花窗玻璃，并从后边照亮。与休息室相同，天花板和窗户都被抬高到船甲板的高度之上，以增加高度，房间两侧是带窗户的壁龛，也用了花窗玻璃。
地板上铺着蓝色和红色的油毡瓷砖，石膏天花板上镶着石膏饰章。在后面墙的中间是一幅诺曼·威尔金森的画——《普利茅斯港》（Plymouth Harbour），它悬挂在一个烧煤的白色大理石壁炉上方。这里是全船唯一真正烧火的地方，其他地方则安有电热器。 房间里摆满了边缘有突起的方形桌子（为了防止在恶劣天气时饮料溅出来），周围是用皮革装饰的圆形俱乐部椅子，颜色不明（可能是绿色或深紫红色）。
壁炉的右边是一扇旋转门，通向Verandah咖啡馆。这个房间是U形的，因为涡轮机房的通风井占据了前端。这片区域还有一间浴室。
吸烟室是跨越大西洋的赌徒们喜欢的地方。专业牌手也以化名搭上船只，而事务长除了提醒乘客留意这些骗子外，别无他法，因为乘客是在自作自受。至少有4名专业牌手登上了泰坦尼克号。 雪茄和饮料可根据乘客的要求，由附近酒吧的服务员提供。酒吧于晚上11:30停止营业，吸烟室于午夜关门。

#### 残骸及文物状况
吸烟室在沉没时毁坏殆尽，其恰巧位于船尾沉至海底时被撕裂的区域。泰坦尼克号吸烟室没有任何照片保留下来，只有奥林匹克号的吸烟室有照片记录。在碎片地带中发现了一些曾经装饰过这个房间的文物，包括两盏镀金青铜吊灯，以及一些红色和蓝色的油毡地砖。

### 头等舱休息室

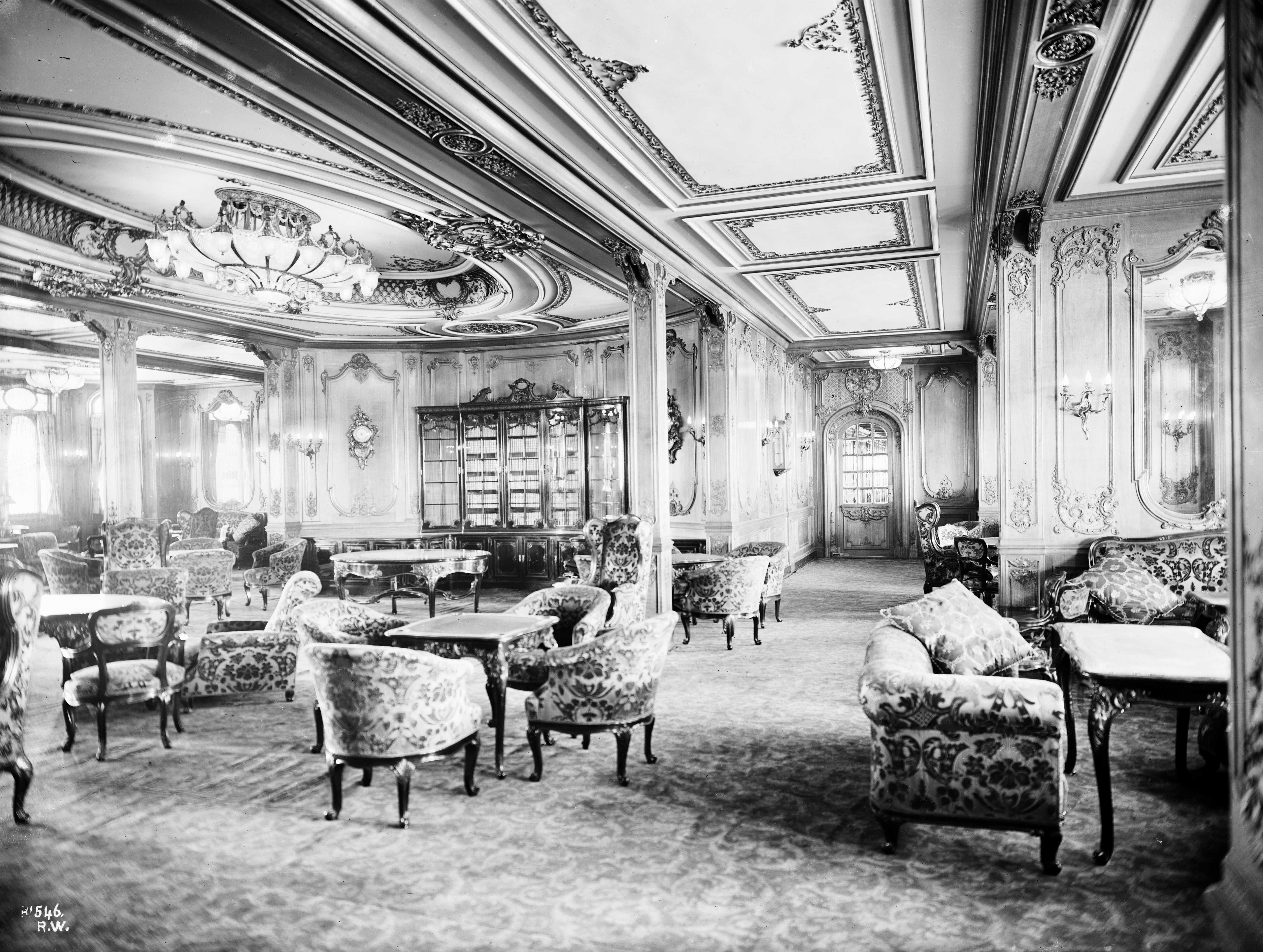
奥林匹克号头等舱休息室

头等舱休息室是全船上最为华丽的公共场所之一，其仿照了凡尔赛宫的路易十五风格。该房间占据了A甲板中央的一大片区域，并提供了俯瞰漫步甲板及海景的视角。房间的主要特色是雕刻精美的英国橡木镶板，其上绘有绵延不断的乐器图案。周围安有青铜烛台和圆形的大镜子。一个饰有49盏灯泡的不透明玻璃和带有水晶装饰的镀金吊灯占据了天花板的中央凹槽，它本身饰以精心塑造的机械主题。与开放式座位区毗邻的是舒适的壁龛，内设有镜子和高大的鉛玻璃与花窗玻璃凸窗。
休息室高达12英尺3英寸，使得其天花板位于救生艇甲板高度以上，在2、3號煙囪間創造出一個稍微高起的平臺，羅經箱設於平臺中央。成组的桌椅，沙发，扶手椅都用天鹅绒装饰，点缀以绿色和金色的花卉图案。前部墙壁中间是一座雕刻精美的灰色大理石壁炉（实际里面只是一个电热器）。壁炉架上放着一尊凡尔赛的戴安娜雕像的复制品，其上方有一面大镜子。 在对面是一面弧形的墙，嵌有一个宽大的桃花心木书柜，它也作为头等舱乘客的借阅图书馆。乘客们可以借阅永久收藏的经典书籍和最新发行的书刊，这些书籍每次航行都会及时更新。
休息室每天上午8点至晚间11点开放，主要用于社交活动，也用于在晚餐前后饮茶、喝咖啡、吃点心，其由一个与之相接的小酒吧提供服务。这里很大程度上是属于女性的区域，但男女都可以使用；鉴于它的规格，故而很方便在此举办音乐会和其他头等舱活动，这一点在奥林匹克号上得到证明。

#### 休息室的文物
泰坦尼克号的休息室在船体分离时被毁，因为它所位于的船体中部的甲板在与海底相撞时倒塌。在残骸周围的碎片区域发现了许多来自休息室的残迹,包括阿耳忒弥斯雕像,青铜烛台,以及窗框的一部分。一块曾悬挂在休息室前入口上方、雕刻精美的橡木镶板被打捞出来，现可在哈利法克斯的大西洋海事博物馆观瞻，连同一个休息室桌子的橡木桌腿。
奥林匹克号与其姊妹船泰坦尼克号上的镶板及配件几乎一模一样，其中大部分都保存在英国阿尼克(Alnwick)白天鹅酒店的餐厅里。1935年奥林匹克号废弃时，这些东西在拍卖会上被卖出，之后被安装到这里。 这间房屋为奥林匹克号及泰坦尼克休息室的最佳还原。奥林匹克号上令人印象深刻的吊灯架也保存在谢菲尔德的卡特勒大厅（Cutler's Hall）里。

### 读写室

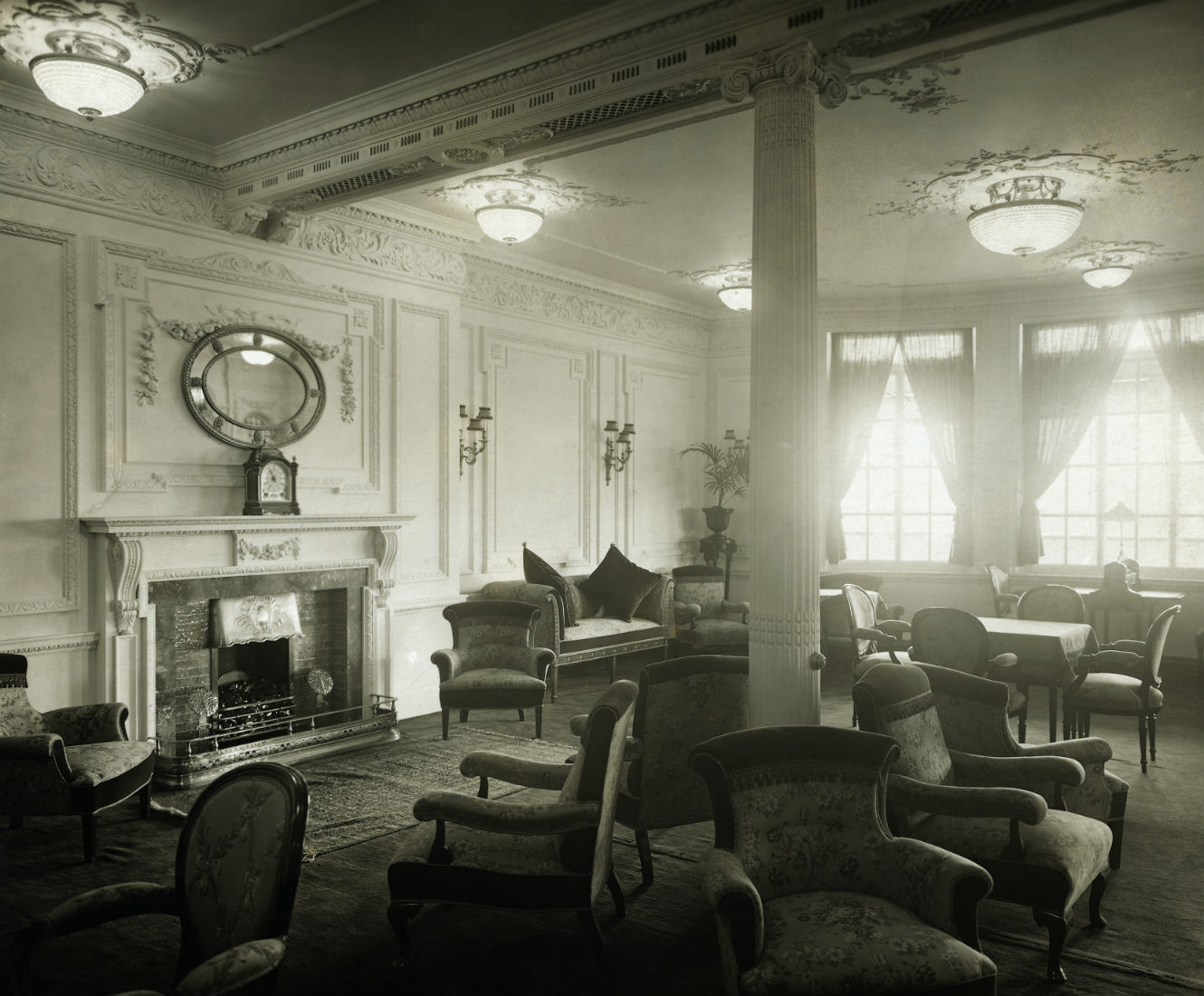
奥林匹克号上的号读写室

正如其名，读写室是A甲板上一处供休闲，阅读，给家中亲友写信的奢华之地。该房间位于在连接主楼梯与休息室的长廊的左舷一侧，这个房间通常为女性的区域，不过男性也可以使用这个房间。这里被划分为两个区域，有一个宽敞的主要区域，右边还有一个较小的座位凹室，中间是一条装有老虎窗的门廊。与休息室相同，该房间的天花板也位于救生艇甲板之上，使得窗户可达11英尺之高，且更有空间感，上方的平臺與休息室的連成一片。
这个房间以优雅的乔治亚风格和白色涂漆装饰，另饰以精致的石膏制品与光滑的镶板，带凹槽的柱子，中央有一根巨大的希臘式柱子，以及白色的大理石壁炉。角落里盆栽棕榈摆放在高高的架子上，遮光烛台和串珠水晶吊灯提供了柔和的灯光。舒适的丝质软垫长椅和黄色及蓝色色调的椅子被摆放在桌子和写字台周围以方便使用。窗户上挂着粉色的丝质窗帘，从阳台上眺望，充足的阳光洒满整个房间。但这个地方在奥林匹克号上被证明并不受欢迎，托马斯·安德鲁斯则计划将泰坦尼克号上的部分房间改造成更多的乘客舱室。

### 接待室

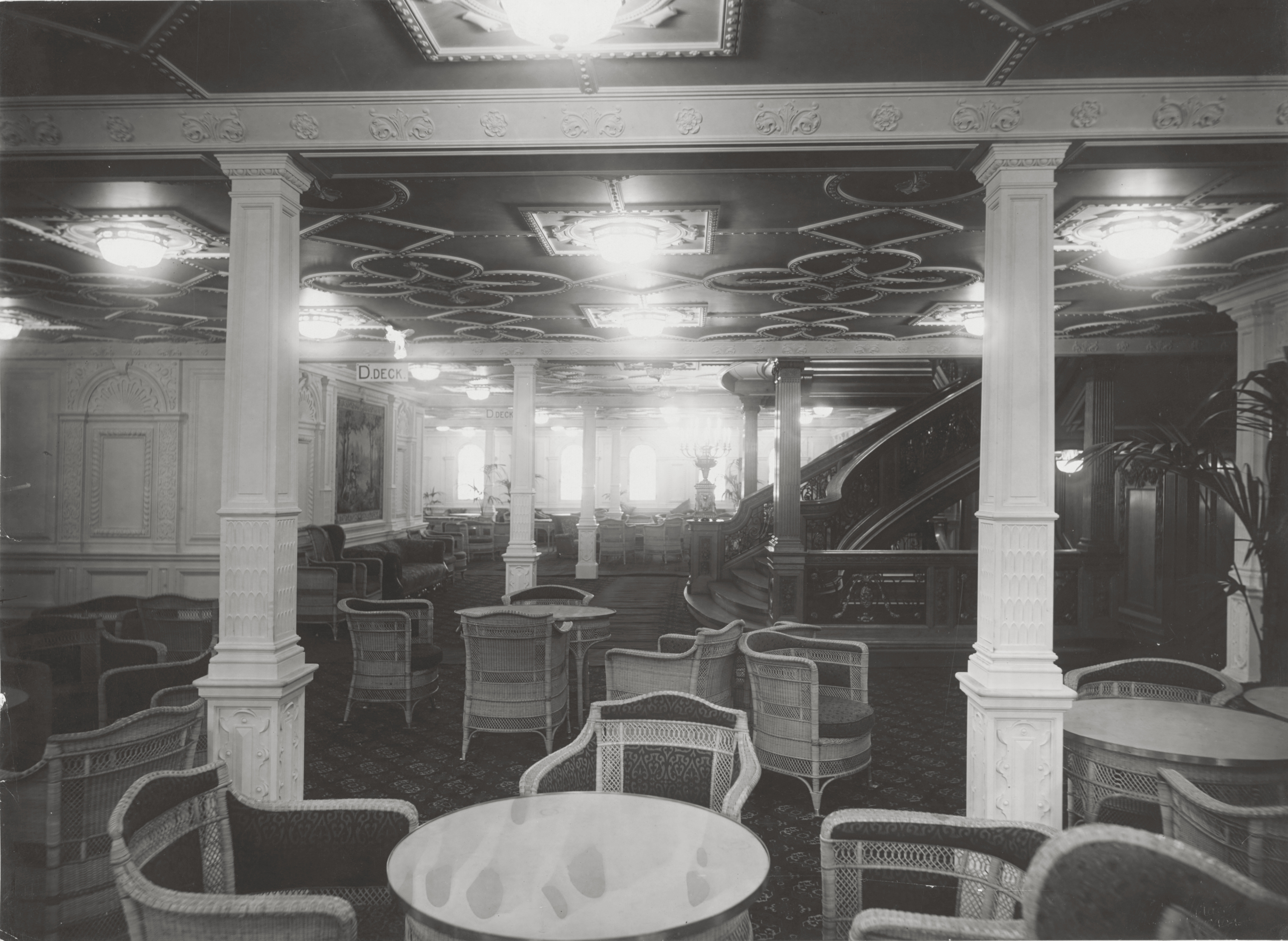
奥林匹克号头等舱接待室

D甲板上的头等舱餐厅前边是一个大招待室，占地460平方（5,000平方英尺），位于船頭主楼梯脚下，与船同宽。一座华丽的烛台放置在楼梯底部中间的栏杆上，浅色的橡木色与白色的接待室形成鲜明对比。对于许多从楼梯两侧两个半封闭入口门廊进入的头等舱乘客来说，接待室是他们对泰坦尼克号的第一印象。在接待室附近，楼梯前，有三台可到达每一层的头等舱电梯。

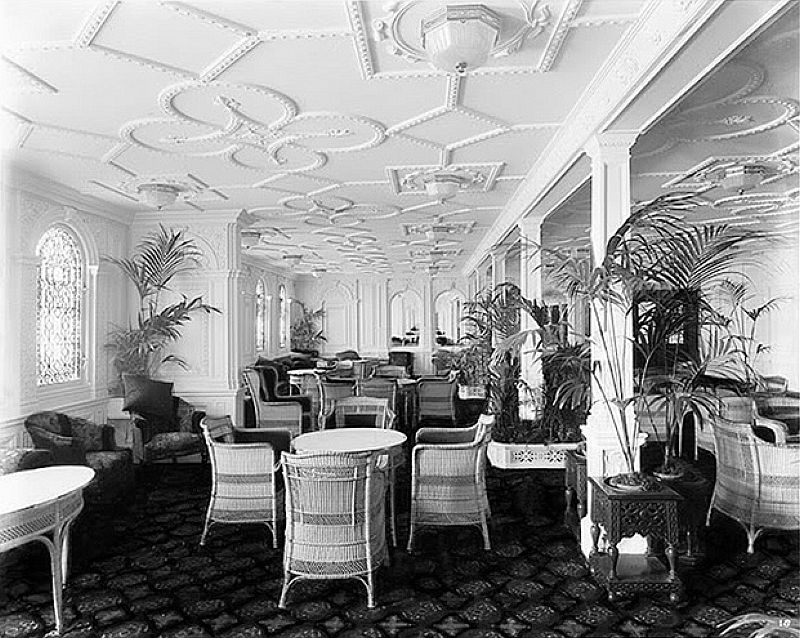
从奥林匹克号的接待室望向餐厅

接待室装饰着精心雕琢的桃花心木的詹姆斯一世风格镶板，镶板漆成光滑的白色。房间里摆着舒适的柳条椅和镶着绿色丝缎软垫的家具，房间光线明亮，通风良好，因为房间两边都有明亮的铅玻璃窗。白天，通过隐藏在窗户后面的舷窗采光，晚上则用电力照明。与奥林匹克号上的油毡地板不同，泰坦尼克号接待室铺有豪华的阿克明斯特地毯，在角落的壁龛里有盆栽棕榈。一幅绘有 La Chasse du duc de Guise 的壮观奥布森挂毯，悬挂在楼梯前方。在挂毯旁边的墙上有几个字母，标明了甲板名称。
这在奥林匹克号的首航中被记录下来，其接待室稍稍小一些，而在晚餐过后，这里通常会被人们很快占满。在右舷处有一片区域留给五重奏，其中有一架史坦威公司的钢琴。泰坦尼克号的接待室与她的姊妹船相反，重新配置了两个入口前厅，缩小其占地，并在接待区增加了宽阔的拱形入口。
接待室在用餐前后对乘客开放。管弦乐队会在下午4点至5点于这里演奏，此时提供茶点，然后是在晚餐后，在晚上8点到9点15分接着演奏，服务员为乘客提供酒和雪茄。到晚上11点，大厅关闭。管弦乐队演奏的时候，房间里通常会有许多观众。

#### 入口门厅
泰坦尼克号与奥林匹克号的D甲板招待室的左右两舷皆有一个入口，两船入口完全相同。船体中有一组双层舷梯门，用锻铁格栅加以屏蔽。这片全封闭区域饰以白色乔治亚风格镶板，每个门厅都有一个大的餐具柜，用来存放瓷器。一扇法式双开门通向接待室，一个宽阔的拱形入口通向电梯。另有另有独立的走廊从门厅通向D甲板前部的头等舱。
泰坦尼克号门厅与奥林匹克不同——其减少了空间，来为接待室增加空间，为扩大电梯门厅，还去掉了两边的连通走廊。奥林匹克号门厅还与三等舱主楼梯相连，一直通往E甲板，该楼梯在泰坦尼克号上则被取消掉。
据报道，在沉没时，二副莱托勒命令船员打开D甲板的左舷过道的门，以便将更多的乘客装载到更接近海面的救生艇上。1986年的探险证实，左舷确实有一扇门是敞开的，内侧的门则被拉回——如若船员们忘记关闭该舱门，会大大增加泰坦尼克号进水量。

#### 残骸状况
自詹姆斯·卡梅隆于1995年第一次探访接待室，这里成为泰坦尼克号残骸中探查最为明了的地方。通过前方的楼梯井，遙控潛水器可以轻而易举到达这里，尽管这里有厚厚的淤泥与悬挂的铁锈，其使得房间大部分区域都暗影朦胧。2001年拍摄深渊幽灵时发现泰坦尼克号接待室在许多小细节上与奥林匹克号不同：前者有更多柱子支撑，电梯入口格栅的装饰也有所不同，且在D甲板连通走廊入口的前方有一个从未知晓的锻铁栅门。 大多数精致的铅玻璃窗仍伫立在原处，还有许多桃花心木镶板、嵌入式植物支架、照明装置，以及房间里的环绕钢制支柱的雕刻框架。少量白色铅漆仍保留于木制品的雕格中，一些带有青铜格栅的转门仍在入口门廊上。.

### 漫步走廊与主甲板

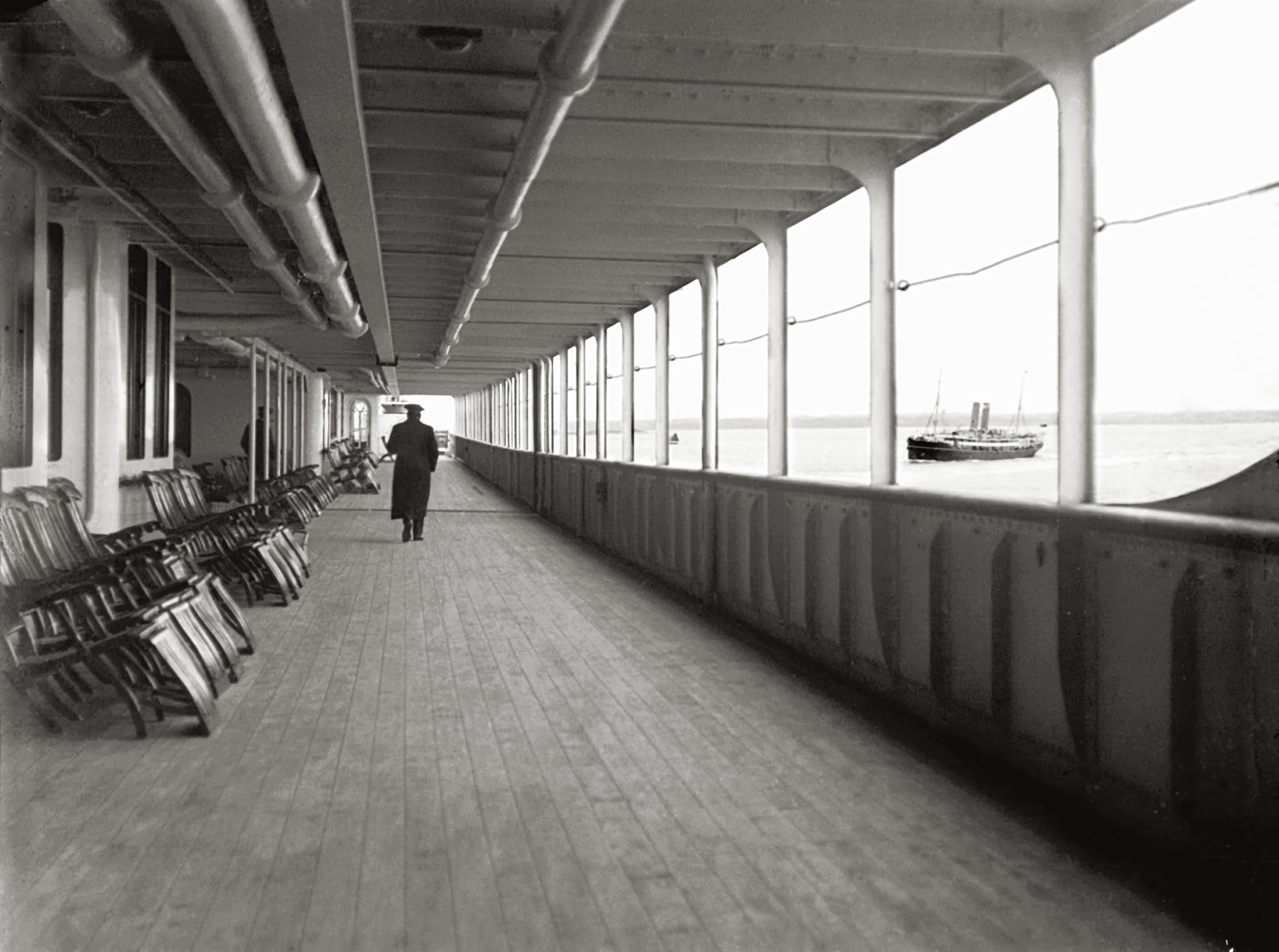
泰坦尼克号的长廊甲板，前景是阳台咖啡厅的窗户。

漫步走廊环绕着整个A甲板，与主甲板中部一起，构成了头等舱乘客享受海风和进行锻炼的室外场所。吸烟室和休息室这一类带有宽大的凸窗的豪华头等舱公共房间，是漫步走廊尾部的特色区域。与之不同，前端的特色则是走廊两边的特等舱窗户，它们使用了厚重的青铜框架和刻蚀的玻璃窗格。这一甲板的部分宽度可达30英尺，上面有一些隐蔽的凹室用于存放几十张折叠的柚木帆布躺椅，乘客可以在航行中租用它们。
漫步走廊船尾一端是一片开阔的空地，旁边有两台大起重机。甲板这一部分安装了木制的板条锻铁长凳，乘客可以坐在这里欣赏船尾和海洋的美景。弗朗西斯·布朗拍摄了诸多此区域的照片，其中较为知名的一幅是12岁的Douglas Spedden与父亲玩旋转陀螺的照片。泰坦尼克号和她姊妹船的一个主要区别是，泰坦尼克号的前漫步甲板是封闭式的，目的是为了保护船只不受各种因素的影响，并加固易发生剧烈振动的部分。事实证明，这两个确实是奥林匹克号存在的问题。
在事务长办公室可以租到甲板躺椅和蒸汽地毯，价格为4先令/1美元，且整个航程都可以使用。如有需求，乘务员可提供肉汤和热饮供乘客享用。通常乘客可在躺椅上休息和阅读一整天。散步甲板上常有人在玩,沙狐球，西洋骨牌和國際象棋，这些都可以从军需官那里借到。
主甲板上位于船长漫步走廊后边与二三等舱漫步甲板前边一片200英尺长的中间区域，也作为头等舱乘客的户外散步区。健身房位于右舷，休息室上方,在水线以上82英尺处,这里也作为可供休憩的日光甲板。 甲板上的这部分只有4艘救生艇，泰坦尼克号有20艘，它们在航行开始时就被扔到船舷边上，以将甲板完全留给头等舱乘客。
泰坦尼克号的甲板躺椅共有614个座位，全部位于头等舱和二等舱之间，它们已经成为船上最容易辨认的文物。据首席面包师查爾斯·賈克林描述，在沉船过程中，他将几十件椅子从漫步甲板上扔了下去，用作漂浮装置;在此后几个星期里，过往的船只遇到了一些漂浮的残骸，其中就包括甲板躺椅。 现在大约有10件躺椅为人知晓，一件位于哈利法克斯的大西洋海事博物馆，一件位于紐約城市博物館。

### 主楼梯

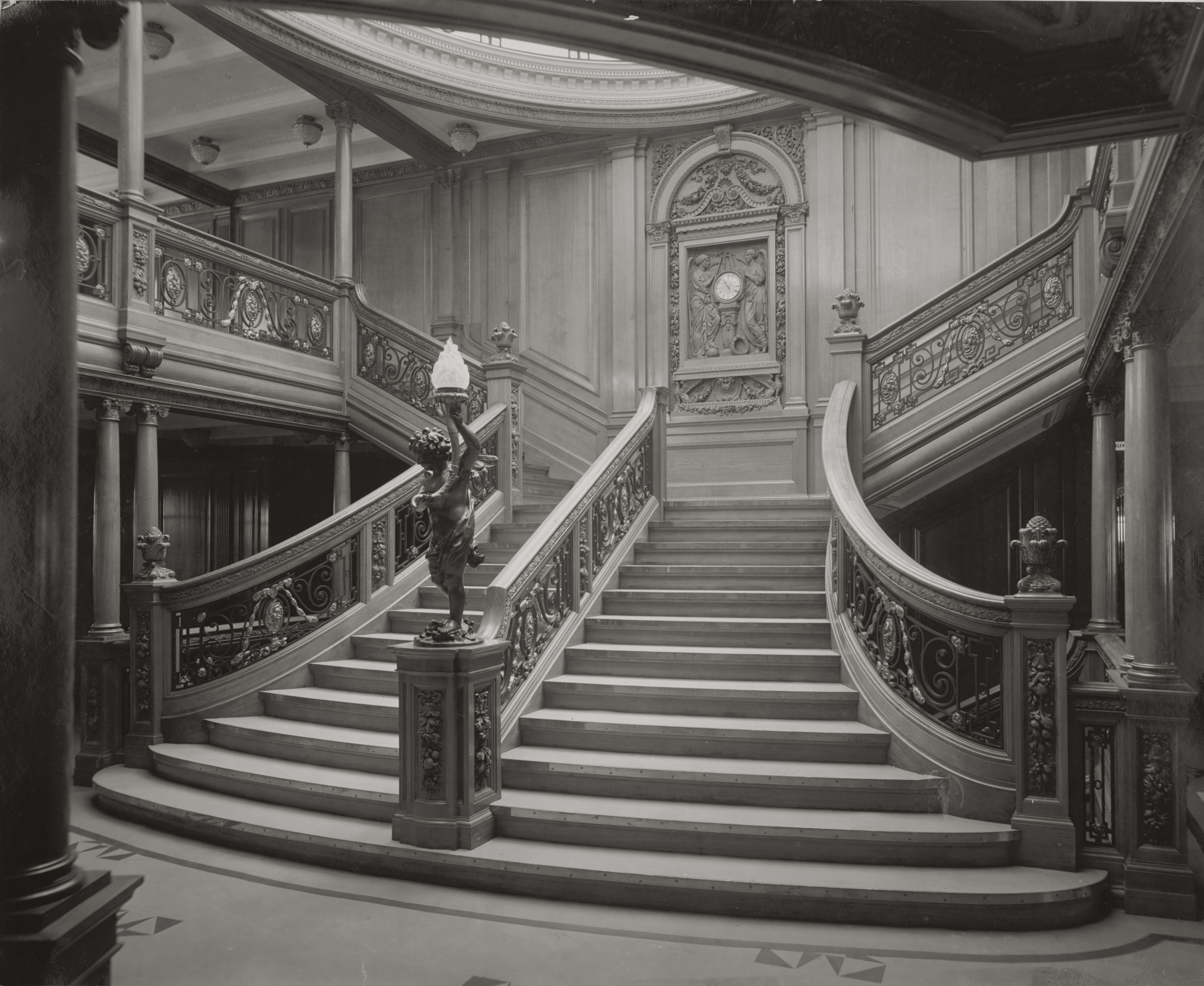
奥林匹克号上的主楼梯

主楼梯是泰坦尼克号上最令人难忘的特色地点之一，也是头等舱活动的中心。主楼梯间位于船的前部，一直从主甲板延伸到E甲板。B甲板和D甲板上都有入口门厅，头等舱乘客可以在这里上下船，D甲板入口门厅直接通向接待室。每层都用结实的夏櫟建造，上面有蜿蜒曲折的曲线，周围的空间的镶板为时尚的新古典主义巴洛克风格。锻铁格栅上的镀金栏杆则为路易十四风格。 A甲板（大樓梯廳）无疑最为壮观，并且因其在电影中被频繁描述而最具辨识性。
楼梯顶端是一座奢华的鍛鐵与玻璃穹顶，中央有一个大吊灯。这个圆顶安装在主甲板的顶部，白天为楼梯间提供自然光，夜间则将后边点亮照明。在A甲板楼梯的中央平台上是一个精巧的雕刻时钟，两边为寓言图案，这只钟被称为“荣誉和荣耀的加冕时间”（Honour and Glory crowning Time）。在楼梯脚下，中间栏杆的柱子上有一个持着电筒的青铜天使。B和C甲板楼梯的一些角落里可能有这些小天使的较小副本，但是是以风景油画为焦点，而非A甲板上的独特时钟。
乘客自主楼梯可以到达几乎所有的头等舱设施，按照甲板层数顺序：
- 从主甲板可进入外面的漫步区域，日光甲板，救生艇以及毗邻的健身房。A甲板通过一条长长的走廊可进入船只前部的头等舱室，以及位于更远处的船尾大型公共房间。入口门廊自楼梯通往环绕的漫步甲板。
- B甲板和C甲板与主通道相连，大部分的头等舱居宿都位于该通道上，包括B甲板楼梯脚下不远处的豪华“百万富翁套房”。在C甲板楼梯的右舷，是事务长办公室，乘客们旅途中在此存放珠宝和其他贵重物品。
- D甲板上的楼梯直接通向接待室和隔壁的主餐厅。楼梯中间的柱子上不是小天使，而是一个镀金烛台，上面装有电灯。[96]楼梯后面的是在A和E甲板之间运行的三台头等舱电梯。
- E甲板上的楼梯收窄，取消了上层台阶的的曲线;只有朴素的单条台阶通往F甲板，从那里可以到达土耳其浴池和游泳池。

推論主樓梯於沉沒過程中因自身浮力關係解體，從穹頂漂出，而雕刻時鐘在他的位子上留下了一個模糊的輪廓。

## 船尾主楼梯

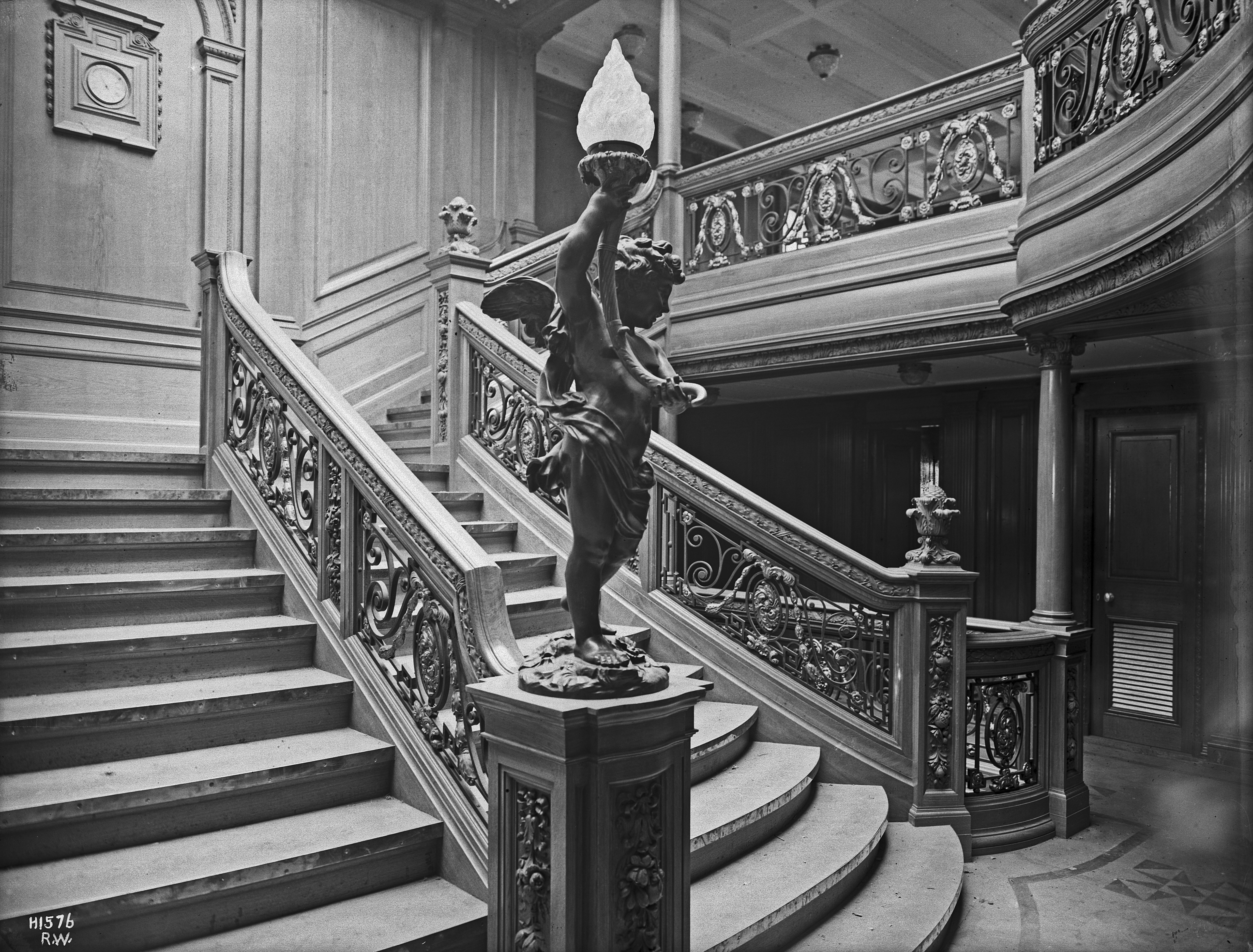
奥林匹克号的船尾主楼梯

实际上，在船的后面，第三和第四烟囱之间，有第二个主楼梯。它和前面的主楼梯风格相同，中间有一个带照明的圆顶，但它更小一些，只安在了A、B和C甲板上。在船尾主楼梯上只有一个朴素的钟表，与前面主楼梯上华丽的“荣誉和荣耀的加冕时刻”之钟("Honour and Glory Crowning Time" clock)形成鲜明对比。乘客可以直接从A甲板上进入吸烟室，然后通过长长的左舷舱梯进入休息室.泰坦尼克号上A甲板主楼梯左右两侧是两间特等舱，其中一间为泰坦尼克号设计师托马斯·安德鲁斯居住。
整个B甲板大厅被用作一处接待区，接待Á La Carte餐厅和Parisien咖啡馆的顾客，这里被特地设计为乔治亚风格，并涂成白色，与D甲板上的主接待室相同。房间里有一个凹室，用来存放大衣，舒适的藤条座椅排成一排。这与奥林匹克号的B甲板大厅形成了鲜明的对比，其并非餐厅接待室，且门厅空间要小得多，以容纳更多的客舱和储藏室。
这段楼梯位于泰坦尼克号沉没时断裂之处的正后方，已被彻底摧毁。据认为它是在沉船后大部分木制品残件的来源。